# Radnice v Čáslavi
Radnice v Čáslavi je pozdně barokní stavba čp. 1, největší budova na Náměstí Jana Žižky.

## Předchůdci
Původní stará gotická radnice z 15. století stála v místě levé části současné radniční budovy. V roce 1522 při velkém požáru města vyhořela, pak byla obnovena v pozdně gotickém slohu a prodána. Ze soukromých rukou zpět ji město vykoupilo v roce 1601 a hned začalo s její přestavbou a rozšířením.

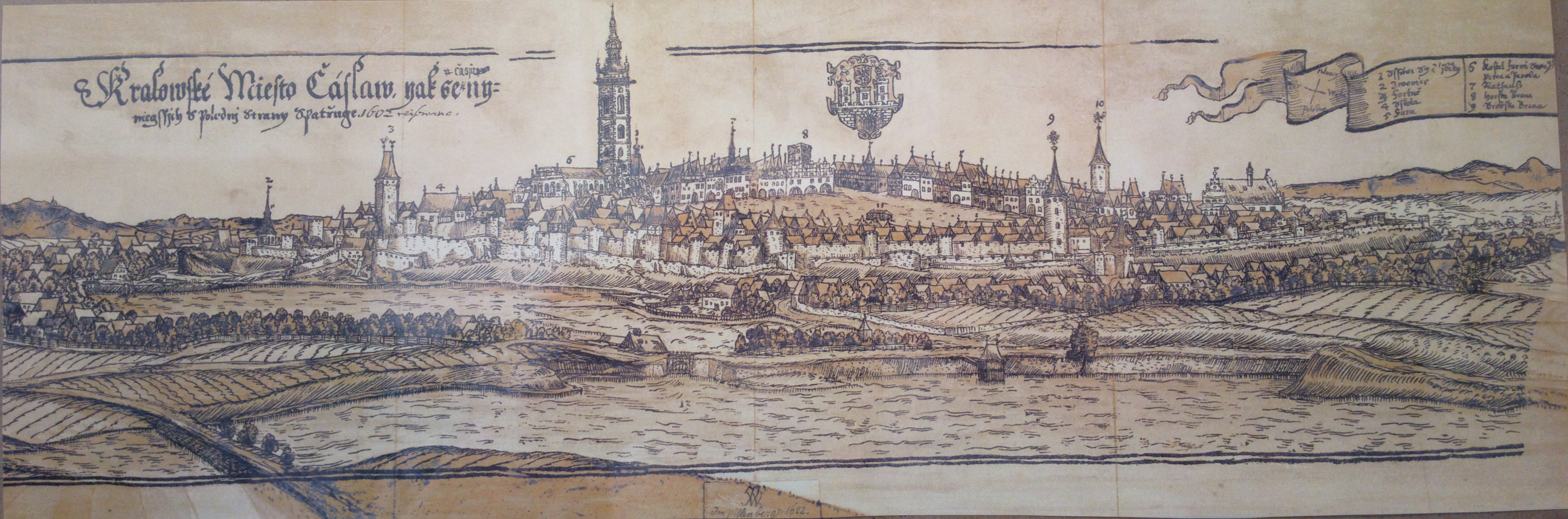
Veduta Čáslavi od Jana Willenbergera z roku 1602

Nejstarší znázornění radnice je od vedutisty a autora dřevořezeb Jana Willenbergra z roku 1602. Radnice tehdy byla zděná jednopatrová budova se štíty a věžičkou. Za třicetileté války v roce 1643 byla poškozena Švédy. Opravena byla v šedesátých letech 17. století, o sto let později v letech 1765–1766 byla společně s vedlejším domem zcela zbořena.

## Současná budova
Radnice čp. 1 stojí na západním konci náměstí. Město vykoupilo zpět parcelu včetně objektu a na místě byla vystavena v letech 1769–1770 zcela nová budova v pozdně barokním slohu. Projektantem byl pražský stavitel Jan Josef Wirch (mj. autor několika městských paláců v Praze). Budovu postavil vilémovskýzednický mistr Filip Šedivý. Pozdější stavební úpravy proběhly v roce 1804, podloubí bylo zazděno v roce 1836, další úpravy následovaly v roce 1886.
V roce 1929 byla v budově zřízena Žižkova síň podle návrhu architekta Bohumíra Kozáka s údajnými ostatky husitského vojevůdce (částí lebky). V budově dnes sídlí Městský úřad, v levé přízemní části je umístěno informační centrum a výstavní síň.

## Popis

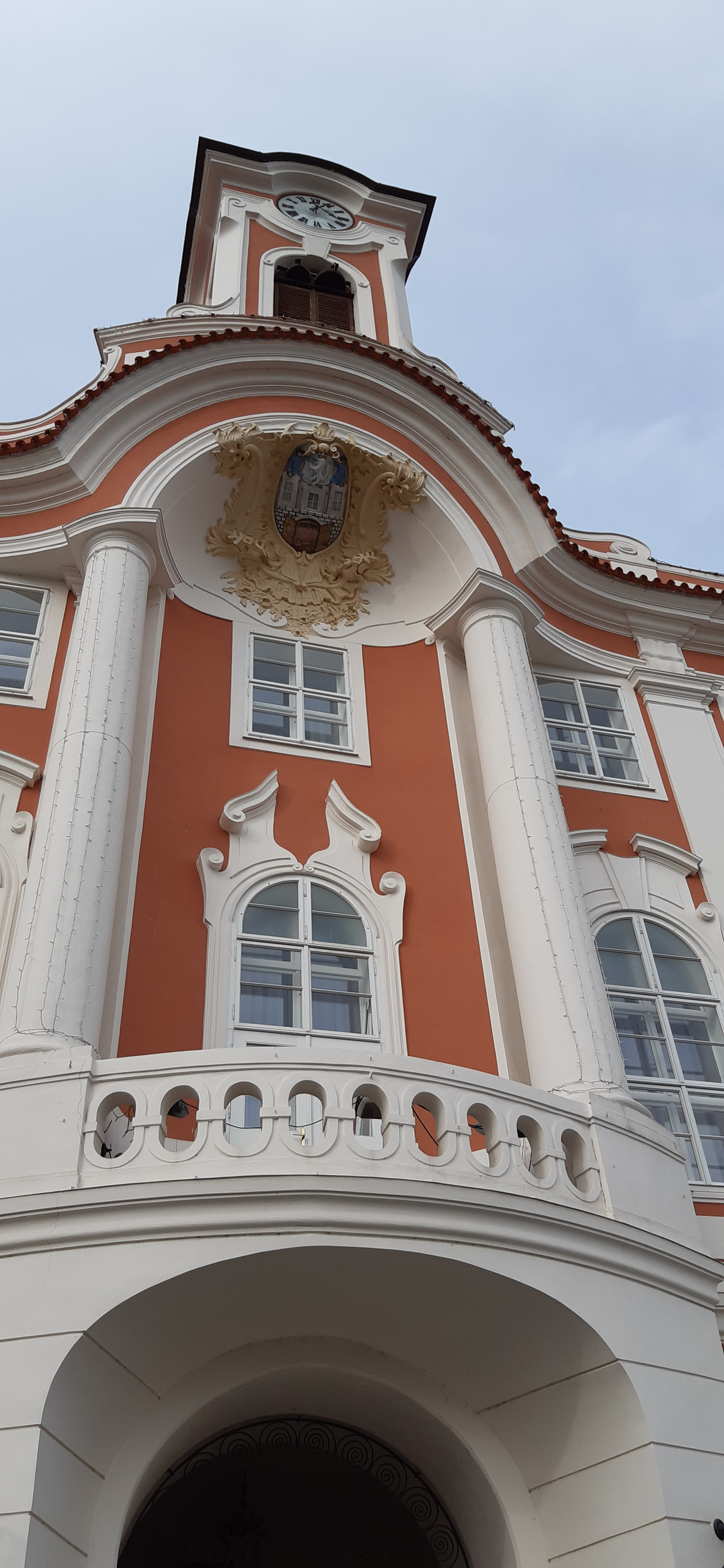
Radnice, část budovy s městským znakem

Budova s červenožlutou fasádou členěnou rustikovými pásy je dvoupatrová s devíti okenními osami. Ve střední části je vstup se zploštělým portálem s vysokou nikou a okny v prvním a druhém patře. Přes horní dvě patra sahají toskánské pilastry s profilovanou korunní římsou. V horní části niky je umístěn malovaný městský znak. Nad úrovní střechy je čtyřhranná věž s kopulí a hodinami. Střecha je mansardová.
V přízemí jsou plackové a segmentové klenby; interiéry ve vstupu, na schodišti a v Žižkově síni mají pruské klenby. Na konci střední chodby je jednodílné schodiště k hlavnímu třídílnému schodišti s balustrádami do prvního patra. Stropy v patře jsou ploché. V prvním patře je pamětní Žižkova síň.